# Lassay-les-Châteaux
Lassay-les-Châteaux – miejscowość i gmina we Francji, w regionie Kraj Loary, w departamencie Mayenne.
Według danych na rok 1990 gminę zamieszkiwało 2459 osób, a gęstość zaludnienia wynosiła 43 osób/km² (wśród 1504 gmin Kraju Loary Lassay-les-Châteaux plasuje się na 217. miejscu pod względem liczby ludności, natomiast pod względem powierzchni na miejscu 49.).